# Topsentia aqabaensis
Topsentia aqabaensis är en svampdjursart som beskrevs av Ilan, Gugel och van Soest 2004. Topsentia aqabaensis ingår i släktet Topsentia och familjen Halichondriidae. Inga underarter finns listade i Catalogue of Life.